# Kasyniana
Kasyniana is een geslacht van vlinders van de familie sikkelmotten (Oecophoridae).

## Soorten
- K. diminutella (Rebel, 1931)
- K. griseosericeella (Ragonot, 1879)
- K. indistinctella (Rebel, 1902)